# Rotorua (cràter)
Rotorua és un cràter sobre la superfície de (951) Gaspra, situat amb el sistema de coordenades planetocèntriques a 18.8 ° de latitud nord i 30.7 ° de longitud est. Fa un diàmetre de 0.4 km. El nom va ser fet oficial per la UAI l'any 1994 i fa referència a Rotorua, una ciutat a Nova Zelanda amb balneari.